# Anne Seymour, Duchess of Somerset

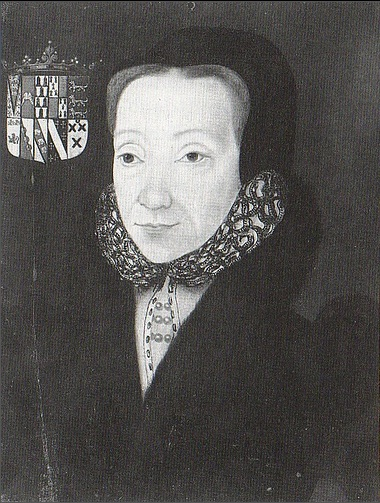
Anne Seymour, Duchess of Somerset

Anne Seymour, Duchess of Somerset, geborene Stanhope (* ca. 1510; † 16. April 1587) war eine englische Adlige und Literaturmäzenin. Unter der Herrschaft von König Eduard VI. gehörte sie als Ehefrau des Lordprotektors Edward Seymour, 1. Duke of Somerset zu den höchstrangigen Damen des englischen Adels und betätigte sich als Patronin für diverse protestantische Autoren. Nach dem Sturz ihres Mannes durch John Dudley, 1. Duke of Northumberland fiel Anne im Jahr 1551 in Ungnade und verbrachte zwei Jahre im Tower of London. Nach der Thronbesteigung Marias I. erhielt Anne, obwohl sie offen protestantisch war, von der Königin ihre Freiheit zurück. Durch die heimliche Heirat ihres Sohnes Edward Seymour, 1. Earl of Hertford unter der Herrschaft Königin Elisabeths I. ist Anne die Schwiegermutter von Lady Catherine Grey, Schwester der Neuntagekönigin Lady Jane Grey.

## Leben

### Gesellschaftlicher Aufstieg
Anne war die einzige Tochter von Sir Edward Stanhope und Elizabeth Bourchier. Über ihre Mutter war sie eine Nachfahre des Königs Eduard III. Nur ein Jahr nach ihrer Geburt verlor Anne ihren Vater. Ihre Mutter verheiratete sich in zweiter Ehe mit Sir Richard Page of Beechwood, Hertfordshire. Anne selbst diente eine Zeitlang der Königin Katharina von Aragon als Hofdame und heiratete zu einem heute nicht mehr bekannten Zeitpunkt vor dem 9. März 1535 Edward Seymour. Als ihre Schwägerin Jane Seymour die Aufmerksamkeit des Königs Heinrich VIII. erregte, hatte Anne teil an der steigenden Macht ihrer Familie. So empfingen sie und ihr Ehemann 1535 den König in Elvetham, Hampshire und wurden 1536 in den Greenwich Palace berufen, um dort Jane Seymour Gesellschaft zu leisten. Auf diese Weise konnte der noch mit Anne Boleyn verheiratete König Jane in Anwesenheit ihrer Familie besuchen, so dass ihr Ruf keinen Schaden nahm. Nach Janes Heirat mit dem König folgten rasch weitere Ehren. Anlässlich der Hochzeit wurde Seymour zum Viscount Beauchamp of Hache ernannt und nur ein Jahr später, 1537, erhielt er den Titel Earl of Hertford, womit Anne in den Rang einer Gräfin aufstieg.

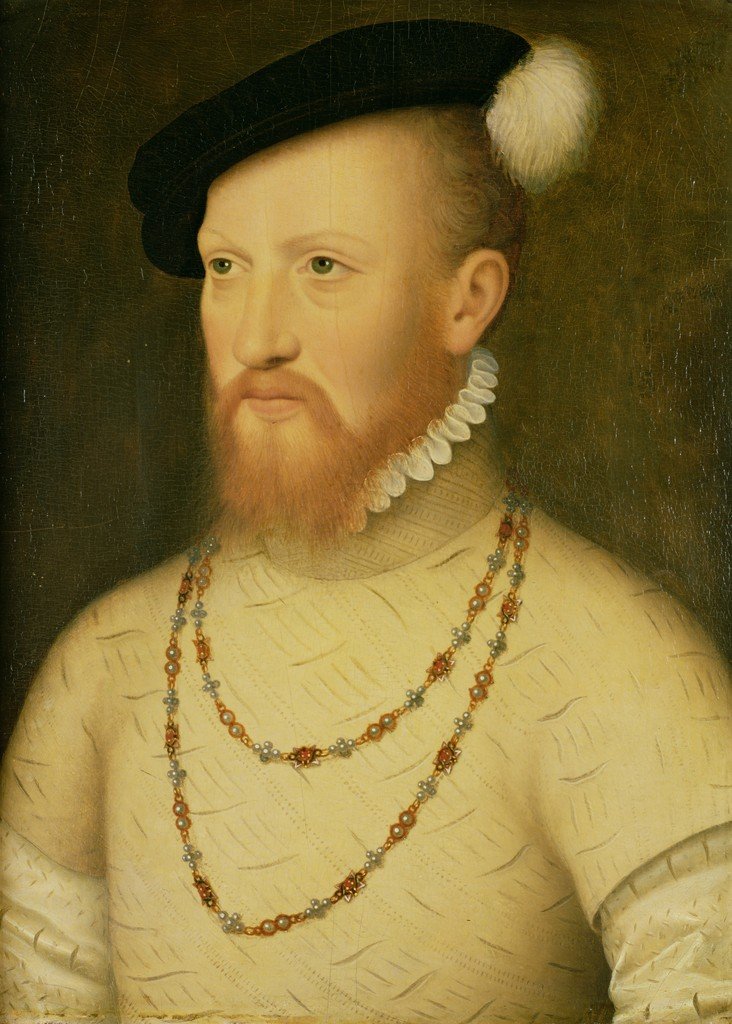
Edward Seymour, Annes Ehemann

Auch nach Jane Seymours Tod behielten Anne und ihr Ehemann wichtige Positionen bei Hofe. Anne gehörte zu den Damen, die 1540 die neue Königin Anna von Kleve in Empfang nahmen, wurde wenig später Hofdame der neuen Königin Catherine Howard und wohnte der kleinen, sehr privaten Hochzeit des Königs mit Catherine Parr bei. Bald darauf erhielt sie eine Position als Dame der königlichen Privatgemächer und gehörte somit zu den wenigen adligen Damen, die jederzeit Zutritt zur Königin hatten. Möglicherweise begegnete sie in dieser Zeit Henry Howard, Earl of Surrey. Traditionell wird vermutet, dass Howard Anne in einem seiner Gedichte als Wölfin verewigte, die sich weigert, mit dem Löwen zu tanzen. Ein Hinweis darauf ist das Wolfswappen der Stanhopes und auch die Seymours konnten durch ihren Familiensitz Wulfhall mit Wölfen in Verbindung gebracht werden. Dennoch kann heute nicht mehr eindeutig nachgewiesen werden, dass es sich tatsächlich um Anne handelte.
Wenige Monate nach Heinrichs Tod heiratete seine Witwe Catherine Parr heimlich Thomas Seymour und wurde damit zu Annes Schwägerin. John Foxe, der Autor des Märtyrerbuches Acts and Monuments, schrieb: „Es ergab sich eine Meinungsverschiedenheit zwischen der Königin und der Herzogin von Somerset, und dann, aufgrund ihrer Ehefrauen, begann Unzufriedenheit zwischen den Brüdern.“ Aus dieser Meinungsverschiedenheit entspringt die Geschichte, Anne Seymour hätte von Catherine Parr gefordert, zukünftig ihr den Vortritt bei Hofe zu überlassen, da sie durch ihre neue Eheschließung keinen Anspruch mehr auf die Behandlung einer Königin hätte. Allerdings taucht diese Geschichte erst bei späteren Autoren auf und wird von Zeitgenossen nicht bestätigt. Bereits 1845 zweifelte das Gentleman’s Magazine die Geschichte von der machthungrigen Anne Seymour an und bezeichnete sie als eine der am meisten verleumdeten Frauen.
Dennoch gibt es Hinweise, dass Anne Seymour nicht immer mit Catherine Parr einverstanden war. So war sie schockiert, Parrs Mündel Prinzessin Elisabeth eines Nachts ohne Begleitung in einer Barke auf der Themse zu erblicken. Trotzdem kümmerte Anne sich nach Catherine Parrs Tod einige Zeit lang um deren verwaiste Tochter Mary Seymour. Als herauskam, dass Thomas Seymour geplant hatte, nach Parrs Tod Prinzessin Elisabeth zu heiraten, berief Anne Seymour die Gouvernante der Prinzessin, Kat Ashley, nach London, wo sie ihr heftige Vorwürfe machte. Ashley hatte Elisabeths Fantasien bezüglich Seymour genährt und Anne erklärte wütend: „Ihr seid nicht würdig, die Aufsicht über eine Königstochter zu haben. Eine andere wird Euren Platz einnehmen.“ Der Konflikt zwischen Edward und Thomas endete schließlich mit Thomas’ Verurteilung als Verräter und Foxe gab an, dass viele behaupteten, Anne hätte durch Manipulationen seinen Tod herbeigeführt.

### Patronin der Reformation
Während Catherine Parrs Zeit als Königin hatte sich bereits Annes protestantischer Glaube herauskristallisiert. Sie und Katherine Willoughby gehörten zum Reformistenzirkel der Königin und unterstützten aktiv die Straßenpredigerin Anne Askew. Auf diese Weise rückten sie jedoch zwischenzeitlich in den Blickpunkt der konservativen Fraktion um Stephan Gardiner und den Lordkanzler Thomas Wriothesley, denen die wachsende Macht der Reformisten ein Dorn im Auge war. Im Mai 1546 wurde Anne Askew wegen Ketzerei verhaftet und im Tower gefoltert. Sie berichtete: 

„Dann fragten sie mich nach Mylady Suffolk [Katherine Willoughby], Mylady Sussex, Mylady Hertford [Anne Seymour], Mylady Denny und Mylady Fitzwilliam. Ich antwortete, wenn ich etwas gegen sie sagte, könnte ich es nicht beweisen. Dann sagten sie, dass es verschiedene Damen gäbe, die mir Geld geschickt hätten. Ich antwortete, dass ein Mann im blauen Mantel mir zehn Schillinge gab und sagte, Mylady Hertford hätte sie mir geschickt. Ob es wahr ist oder nicht, weiß ich nicht, denn ich bin mir nicht sicher, wer sie mir schickte.“

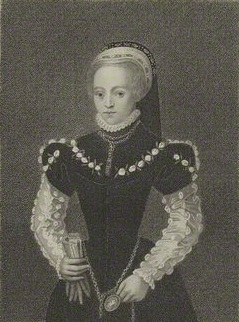
Anne Seymour, Darstellung von 1792

Anne Seymour und Katherine Willoughby entgingen einer Verhaftung, da Anne Askew unter der Folter standhaft blieb. Doch es sollten bald bessere Zeiten für sie anbrechen. Nach Heinrichs Tod bestieg sein Sohn als Eduard VI. den Thron. Da er noch minderjährig war, erhielt sein Onkel Edward Seymour die Vormundschaft über den jungen König, was ihn zum Lordprotektor und de facto zum Herrscher von England machte. Zugleich erhielt er den Titel Duke of Somerset, womit er und Anne zum höchsten Adel des Landes gehörten.
Eduard war ein glühender Anhänger der protestantischen Religion und Anne betätigte sich in den Jahren 1538–1551 als aktive Mäzenin protestantischer Schriftsteller. So unterstützte sie u. a. den Bibelübersetzer Miles Coverdale und ermutigte ihren Mann, gleichfalls Mäzen diverser Autoren zu werden. Dank ihres Patronats wurde der zweite Band von Erasmus’ Paraphrasen ins Englische übersetzt und der dankbare Übersetzer John Olde widmete ihr beide Veröffentlichungen im Jahr 1549. Walter Lynne widmete ihr neben drei eigenen Bänden auch seine Übersetzung eines Werkes von Heinrich Bullinger, Nicholas Lesse Übersetzungen der Texte von Franz Lambert von Avignon und Augustinus von Hippo. Auch William Samuels Abridgement of God’s Statutes (deutsch: Abriss von Gottes Gesetzen) und Thomas Becons The Flower of Godly Prayers (deutsch: Die Blume der frommen Gebete) wurden Anne Seymour gewidmet. Becon selbst pries Annes Großzügigkeit, ihre Frömmigkeit, ihre Freundlichkeit und ihre Unterstützung der Bildung. Insgesamt wurden ihr mehr Werke gewidmet als jeder anderen Frau der Tudorzeit.
Gegen 1551 besaß sie auch Ausgaben der meisten Werke Martin Bucers. Zudem stand sie über ihre Tochter Anne in Kontakt mit Johannes Calvin und über ihre Tochter Jane kommunizierte sie mit Bucer und Paul Fagius. Trotz ihrer offenen Unterstützung der protestantischen Religion gehörte Anne zu den Freunden der nach wie vor katholischen Prinzessin Maria. Maria redete sie in Briefen als „meine gute Freundin“ oder „meine gute Nan“ an und unterzeichnete mit „deine treue Freundin, so weit es in meiner Macht liegt“. Die Freundschaft der beiden sollte auch Jahre später noch Bestand haben.

### Unter Verdacht
Annes Zeit als eine der höchsten Damen im Land fand ein jähes Ende, als John Dudley, 1. Duke of Northumberland ihren Mann stürzte. Im Oktober 1551 wurden beide im Tower inhaftiert. Da Seymour beim Volk recht beliebt war, wurde die weniger beliebte Anne für seinen Fall mitverantwortlich gemacht. Auf diese Weise ließ sich erklären, wie ein gläubiger Mann wie Edward Seymour vom rechten Weg abgekommen und zum Verrat verleitet worden war. Eduards Biograf Sir John Hayward schreibt über Anne: 

„O Ehefrauen! Das süßeste Gift, das begehrteste Übel der Welt! Wahrlich, es stimmt, was Syracides sagt, dass es keine größere Bosheit gibt als die Bosheit einer Frau und kein Unheil fehlt, wo eine bösartige Frau die Macht innehat. Die erste Frau wurde dem Mann als Trösterin gegeben, nicht als Berater und noch weniger als Aufseher oder Vorsteher und daher hieß es in der ersten Strafe gegen den Menschen, weil du deiner Frau gehorcht hast.“

Während Seymour am 22. Januar 1552 wegen Hochverrats hingerichtet wurde, verbrachte Anne die nächsten beiden Jahre im Tower. Als sich abzeichnete, dass König Eduard nicht mehr lange zu leben hatte, versuchte Northumberland sich Maria gewogen zu halten. Unter anderem wurde erwogen, Anne Seymour wieder aus dem Tower zu entlassen.

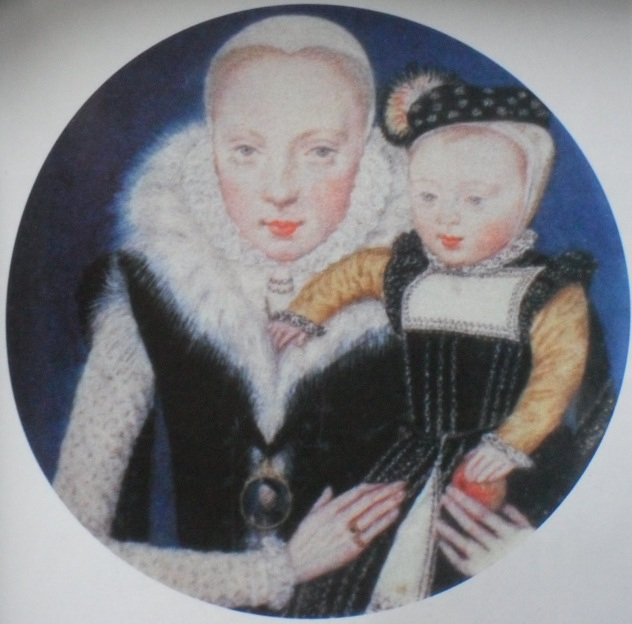
Annes Schwiegertochter Catherine Grey mit ihrem erstgeborenen Sohn Edward

Am 10. August 1553 wurde Anne von Königin Maria offiziell freigelassen. Ihre Tochter Jane erhielt eine Position als Hofdame und Anne erhielt von der Königin 1558 Hanworth in Middlesex zugesprochen. Im selben Jahr heiratete Anne den ehemaligen Verwalter ihres Mannes, Francis Newdegate. Königin Elisabeth selbst kommentierte diese Ehe und Katherine Willoughbys so wie Frances Brandons zweite Vermählung mit den Worten: „Soll ich es halten wie die Damen Suffolk und Lady Somerset, die ihre Diener geheiratet haben?“ Als im Jahr 1558 Annes Tochter Jane krank wurde und zu ihrer Mutter zurückkehrte, wurde sie von ihrer Freundin Catherine Grey begleitet, der zweiten Tochter Frances Brandons und Schwester der hingerichteten Lady Jane Grey. Sie stand somit hinter Elizabeth in der Thronfolge. Während ihrer Zeit bei den Seymours verliebte sich Catherine in Annes Sohn Edward Seymour, 1. Earl of Hertford.
Anne, die kein Interesse daran hatte, erneut in Ungnade zu fallen, versuchte vergeblich ihren Sohn von dieser königlichen Liebschaft abzubringen. Die beiden jungen Leute heirateten heimlich im Jahr 1560, als Elisabeth bereits Königin von England war. Als die Sache durch Catherines Schwangerschaft herauskam und beide verhaftet wurden, distanzierte sich Anne in einem Brief zunächst von Sohn und Schwiegertochter. Sie bezeichnete Hertford als „ihr ungebärdiges Kind“ und versicherte, „weder für Kind noch Freund die Pflicht eines treuen Untertanen willentlich zu vernachlässigen“. Diese Haltung wurde ihr mitunter als herzlos ausgelegt, allerdings galt in der damaligen Zeit Sippenhaft. Wäre Anne gleichfalls in Ungnade gefallen, hätte sie ihrem Sohn und seiner Familie nicht helfen können. Dadurch, dass sie sich offiziell von ihm distanzierte, blieb sie in einer Position, die es ihr später erlaubte, die Sorge um ihre Enkel übernehmen zu können.

### Die letzten Jahre
Im Jahr 1563 brach in London die Pest aus und Hertford, Catherine Grey und ihre beiden Söhne wurden aus dem Tower in Privathaushalte überführt, wo ihr Arrest fortgesetzt wurde. Hertford und sein ältester Sohn wurden nach Hanworth in die Obhut Anne Seymours gegeben. Von nun an versuchte Anne regelmäßig durch Petitionen an William Cecil die Freilassung ihres Sohnes und ihrer Schwiegertochter zu erreichen. Dabei ging sie keinesfalls immer taktvoll und vorsichtig vor, sondern ließ Cecil ziemlich unverblümt wissen: 

„Ich habe mir die Freiheit genommen, per Brief zu versuchen, die Bitten für meinen Sohn an die Majestät der Königin zu erneuern und haben auch an Mylord Leicester geschrieben. Ich bitte Euch um Eure helfende Hand, um diese langwierige Angelegenheit zu beenden. Der Unmut ihrer Hoheit dauert bereits zu lang. Es ist so falsch, dieses junge Paar im Gefängnis alt werden zu lassen. Es wäre um vieles besser, wenn sie im Ausland wären und dort der Königin dienten.“

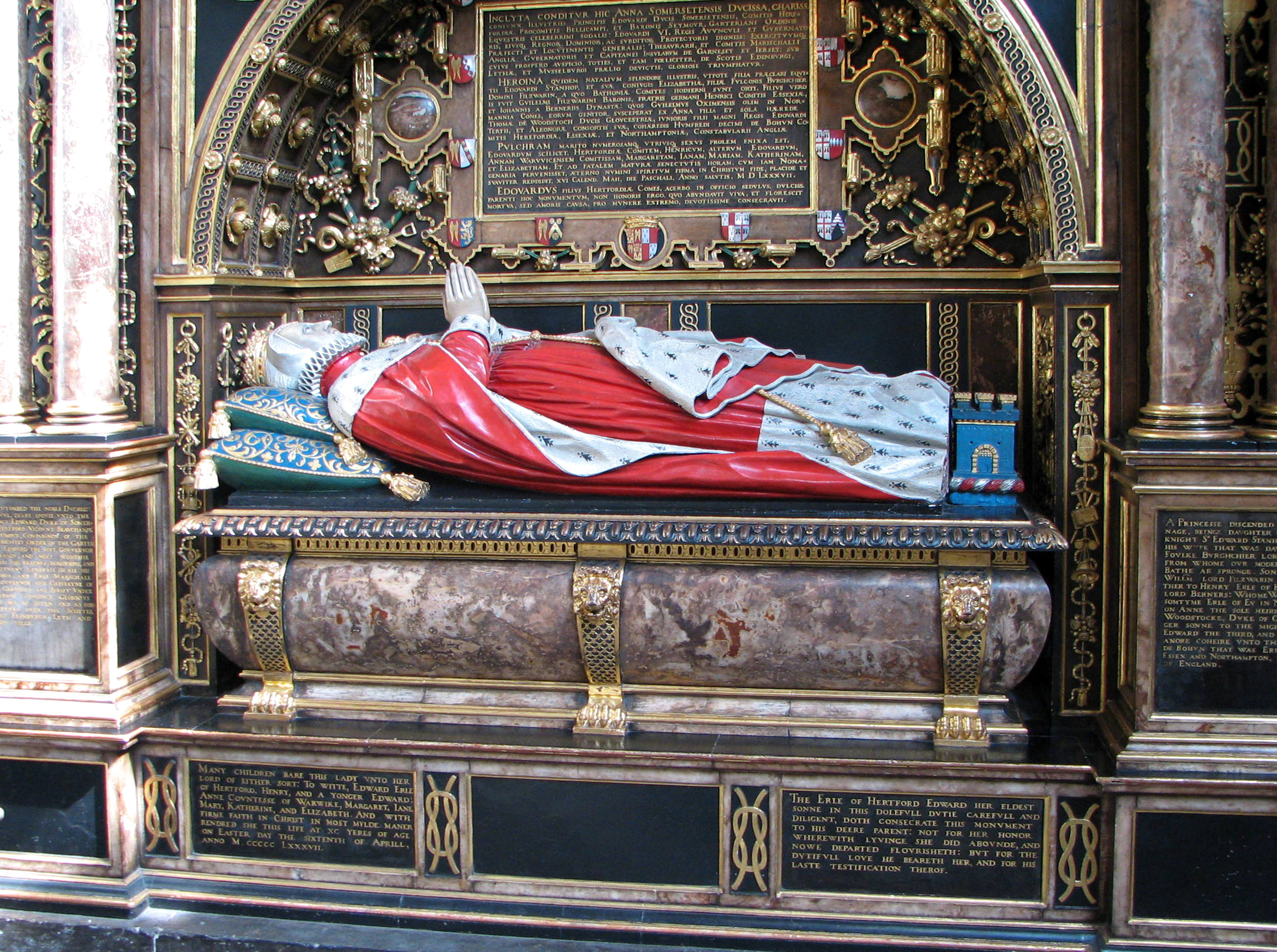
Grab Anne Seymours in Westminster Abbey

Doch Elisabeth ließ sich nicht erweichen. Stattdessen ließ sie Annes Ehemann Newdegate verhören, um zu sehen, ob er Catherine Greys Thronanspruch befürwortete. Schließlich erhielt Anne die Vormundschaft über ihre beiden Enkel, nachdem ihre Schwiegertochter am 26. Januar 1568 im Alter von nur 28 Jahren gestorben war. Im Januar 1582 starb Newdegate und hinterließ Anne all seine Besitztümer.
Anne Seymour selbst starb am 16. April 1587 in Hanworth. In ihrem Testament, datiert auf den 14. Juli 1586, ernannte sie ihren Sohn Hertford zu ihrem Alleinvollstrecker und bedachte sowohl ihn als auch ihre Kinder Henry, Mary und Elizabeth sowie ihre königlichen Enkel Edward und Thomas mit Vermächtnissen. Sie wurde in Westminster Abbey bestattet. Ihr Grab kann noch heute dort besichtigt werden. Verziert wird es durch ein prachtvolles, farbiges Abbild Anne Seymours im Mantel und mit der Krone einer Herzogin.

## Nachkommen

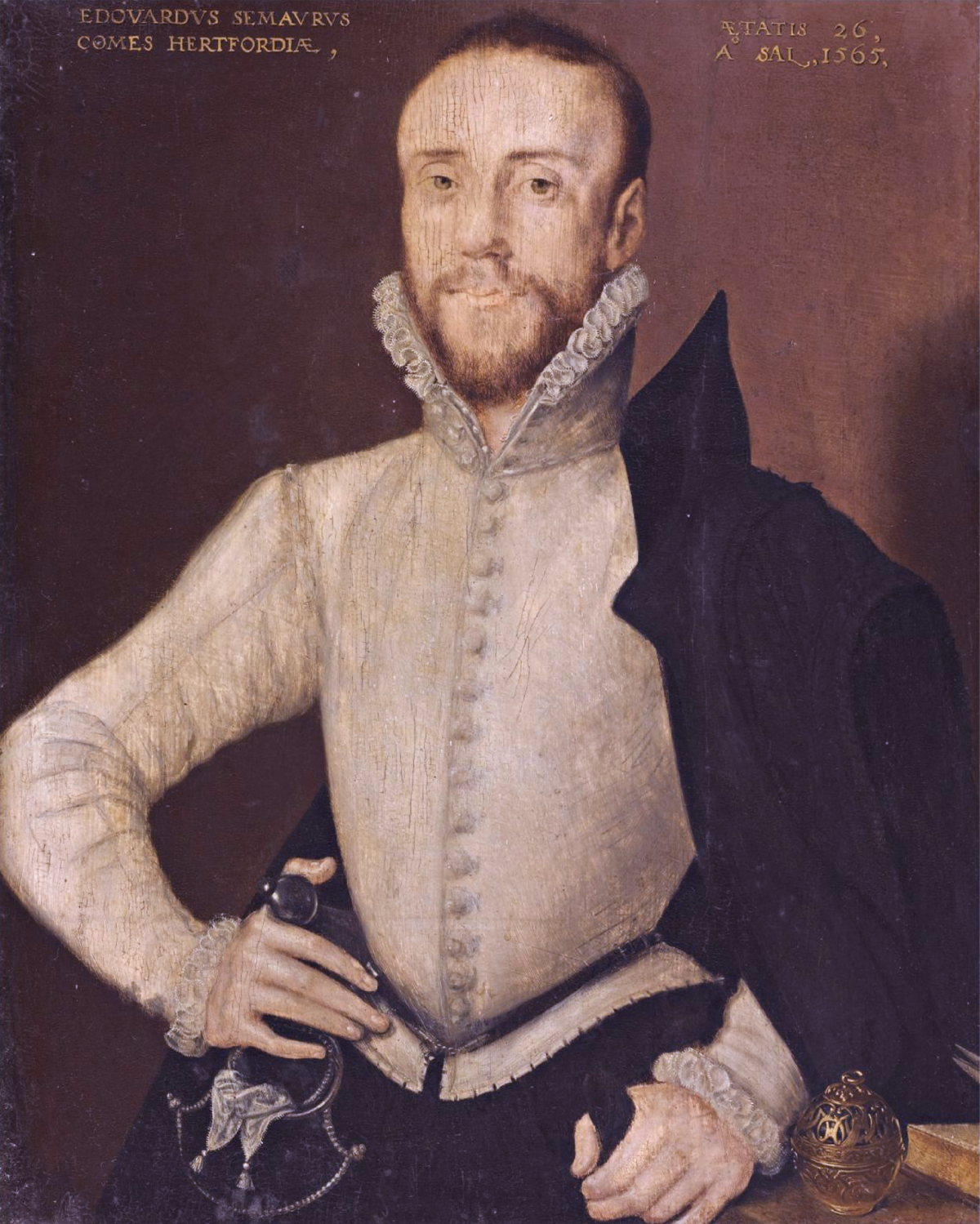
Edward Seymour, 1. Earl of Hertford, ältester überlebender Sohn Anne Seymours

Aus der Ehe mit Edward Seymour gingen insgesamt zehn Kinder hervor:
- Edward Seymour (* 1537), als Kleinkind verstorben
- Anne Seymour (1538–1588); in 1. Ehe verheiratet mit John Dudley, 2. Earl of Warwick, in 2. Ehe mit Sir Edward Unton
- Edward Seymour, 1. Earl of Hertford (* 22. Mai 1539; † 6. April 1621); in 1. Ehe verheiratet mit Catherine Grey, in 2. Ehe mit Frances Howard, in 3. Ehe mit Frances Prannell
- Henry Seymour (* 1540); verheiratet mit Lady Joan Percy, Tochter des Thomas Percy, 7. Earl of Northumberland
- Margaret Seymour (* 1540)
- Jane Seymour (1541–1561); Hofdame der Königin Elisabeth I.
- Catherine Seymour
- Thomas Seymour (1548–1574)
- Elizabeth Seymour (* 1550)
- Mary Seymour (* 1552)

Im 18. Jahrhundert erlosch die Linie Anne Seymours. Der Titel des Duke of Somerset und die dazugehörigen Titel gingen stattdessen auf die Nachkommen aus Somersets erster Ehe mit Catherine Filliol über. Aus ihnen entspringt die heutige Linie der Somersets.

## Moderne Darstellungen
Im Film Die Thronfolgerin von 1963 wurde Anne Seymour von Kathleen Byron verkörpert. Sie fungiert als herrische Gegenspielerin der Protagonistin Bess und intrigiert sowohl gegen sie als auch gegen ihren Schwager Thomas Seymour. In der 3. und 4. Staffel der Fernsehserie Die Tudors spielte Emma Hamilton die Rolle der Anne Stanhope. Sie wird als attraktive, aber berechnende Frau dargestellt, die ihre weiblichen Reize gezielt ausspielt, um sich oder ihrer Familie Vorteile zu verschaffen. Zu ihren Liebhabern in der Serie gehören Sir Francis Bryan und ihr Schwager Thomas Seymour. Sie unterstützt aktiv die Reformation und besorgt ein Säckchen Schießpulver für die verurteilte Anne Askew, um sie vor einem qualvollen Tod auf dem Scheiterhaufen zu bewahren.